# Setl Group
Setl Group (Сэтл Групп) — российская диверсифицированная компания, работающая в сегменте девелопмента, строительства, брокериджа и консалтинга в сфере жилой и коммерческой недвижимости в России и за её пределами. Setl Group является одним из крупнейших финансово-промышленных объединений Северо-западного региона России. Головной офис — в Санкт-Петербурге.
Выручка в 2020 году составила 116,5 млрд рублей. Чистая прибыль в 2021 году — 16,6 млрд рублей, а в 2022 году — 19 млрд рублей.

## История
Холдинговая компания Setl Group была образована в 1994 году как строительная компания «Петербургская Недвижимость». Позже были открыты новые направления деятельности: риэлторская деятельность на вторичном рынке недвижимости, брокерские операции и консалтинг на рынке строящегося жилья и коммерческой недвижимости, генподрядные работы, поставки строительных материалов, загородное строительство, ипотечное кредитование.
В 2006 году, при подготовке к выходу на рынок публичных заимствований, корпорация была преобразована в Setl Group. В 2007 году корпорация приобрела статус публичной компании, разместив дебютный облигационный заём. 
Setl Group одной из первых в стране, с 2010 года, начала осваивать крупные территории. С 2016 года компания входит в тройку крупнейших застройщиков России по объёмам ввода жилья. С 2017 года Setl Group ежегодно вводит в эксплуатацию более 1 млн кв. метров недвижимости.
С 2020 года компания включена в перечень системообразующих организаций Российской Федерации.
На начало 2023 года Setl Group ввела в эксплуатацию более 11 млн кв. м недвижимости. Продаваемая площадь квартир, апартаментов и коммерческих помещений в объектах Setl Group, по которым получены разрешения на строительство, с учетом площади паркингов составляет 2,24 млн кв. м. Общая адресная программа - 13,66 млн кв. м.
По данным Единого ресурса застройщиков (ЕРЗ), Setl Group заняла второе место по объему ввода жилья в России по итогам 2022 года и третье по итогам 2023 года.

## География деятельности
Ключевыми регионами деятельности являются Санкт-Петербург и Ленинградская область, Калининград и Калининградская область. Помимо этого, имеются филиалы брокерских подразделений в ряде других российских городов — Омске, Архангельске, Мурманске, Великом Новгороде, Ярославле, Пскове, Сургуте.

## Собственники и руководство
Крупнейшие совладельцы компании на конец 2022 года: Шубарев Максим Валерьевич (председатель Совета директоров Setl Group) владеет 70 % долей в компании; Изак Ян Леонидович (генеральный директор Setl Group) владеет 24% долей, Еременко Илья Анатольевич (генеральный директор Setl City) владеет 6% долей. 

## Структура компании
Основными компаниями холдинга являются:
- Setl City (девелопмент и строительство)
- «Петербургская Недвижимость» (консалтинг, все виды услуг на первичном и вторичном рынках жилой недвижимости Санкт-Петербурга и Ленинградской области)
- Setl Stroy (подрядные и генподрядные услуги)
- Setl Estate (продажа квартир в строящихся домах в Калининграде и ряде других российских городов)
- Setl North Europe (строительство и сдача в аренду коттеджных комплексов в Финляндии)
- Setl Tech (разработка цифровых продуктов и комплексных решений для оптимизации процессов бизнеса)

## Членство в профессиональных организациях
- Союз промышленников и предпринимателей Санкт-Петербурга
- Союз строительных объединений и организаций
- НП «Объединение строителей Санкт-Петербурга»
- Ассоциация риэлторов Санкт-Петербурга и Ленинградской области
- НП «Гильдия управляющих и девелоперов»
- Экспертный совет по определению надежности предприятий строительного комплекса (ЭСОН)

## Премии и награды
- Почетный меценат Санкт-Петербурга[9]
- Лучший работодатель в сегменте "Строительство и девелопмент" в России, по версии РБК[10]
- Лучшая строительная компания Санкт-Петербурга на конкурсе "Признание и Влияние" 2020 и 2021 (Фонтанка.ру)[11]
- Многократный лауреат конкурса «Строитель года»
- Многократный лауреат конкурса «Доверие потребителя»[12]
- Надежный застройщик России[13]
- Лауреат международной премии "Золотой Трезини"[14]
- Обладатель наград всероссийского конкурса "ТОП ЖК"[15]
- Диплом губернатора за большой вклад в развитие строительного комплекса Санкт-Петербурга
- Более 10 премий «КАИССА»
- Победитель Национального конкурса «Профессиональное призвание»

## Рейтинговые оценки
В 2006 году рейтинговое агентство «Эксперт РА» присвоило компании рейтинговую оценку B++ со стабильным прогнозом, до 2011 года колебался между B+ и B++, в 2011 году рейтинг был повышен до А, а в 2012 отозван.
Рейтинговое агентство АКРА присвоило в 2017 году ООО «Сэтл Групп» рейтинговую оценку BBB(RU) со стабильным прогнозом, в 2018 рейтинг был повышен до BBB+(RU), в 2019 до A-(RU), в 2021 до A(RU) и ежегодно подтверждается на этом уровне (2022-2025).

## Критика
24 октября 2016 года дочерней компании Setl Group было выдано согласование на размещение объекта капитального строительства в трехкилометровой защитной зоне Пулковской обсерватории. Ситуация попала в поле зрения научной интеллигенции, градозащитников Петербурга, Cледственного комитета, прокуратуры и Госстройнадзора. В январе 2017 года согласование было признано незаконным, по данному вопросу 
начались судебные разбирательства.